# Drop bear

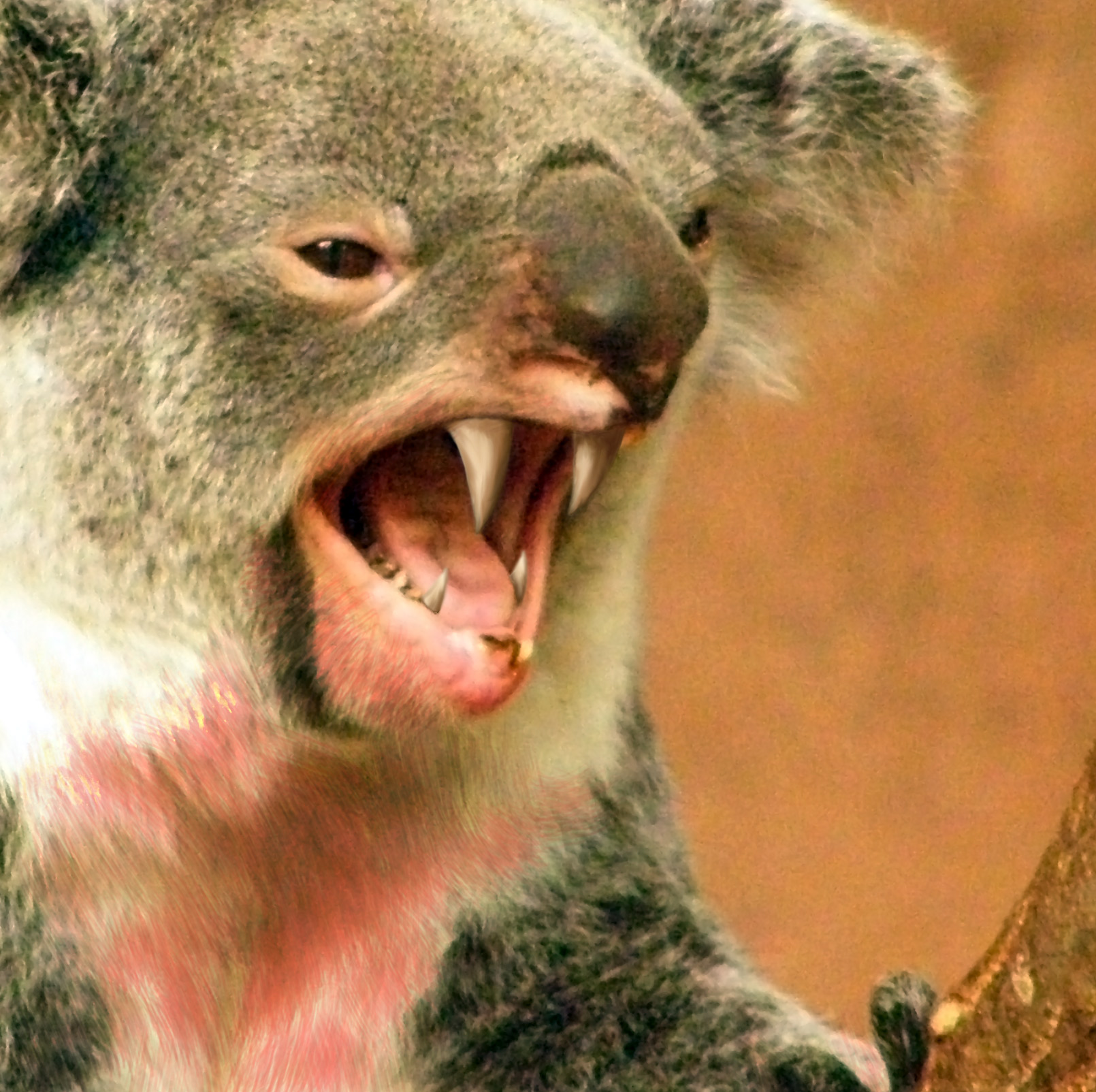
Imagen de un koala retocada para representar un supuesto drop bear.

Un drop bear, a veces escrito dropbear (en inglés: drop, 'caer', 'arrojar' y bear, 'oso'), es un bulo del folclore australiano contemporáneo que muestra una versión depredadora y carnívora del koala (Phascolarctos cinereus). Sobre este animal imaginario se habla por lo general en los relatos fantásticos concebidos para asustar a turistas en localidades rurales. Además de no ser osos, sino marsupiales, los koalas reales son unos herbívoros dóciles, mientras que los drop bear se describen como animales inusualmente grandes y atroces que habitan en las copas de los árboles y atacan a personas desprevenidas u otras presas que pasan debajo cayendo sobre ellos.
Las historias sobre los drop bear se utilizan generalmente como una broma encaminada a asustar y confundir a los forasteros al tiempo que divierten a los lugareños, de forma similar al jackalope y otras bestias míticas estadounidenses. Los turistas son los objetivos principales de estas historias. Estos cuentos se acompañan a menudo de «consejos» disparatados para que el oyente adopte medidas para evitar los ataques de estos animales, como ponerse horquillas en el cabello, untarse Vegemite o pasta de dientes detrás de las orejas o en las axilas, orinar sobre sí mismo o evitando hablar cualquier idioma que no sea el inglés.

## Popularización

### Museo Australiano
El sitio web del Museo Australiano incluye una entrada sobre el drop bear escrita en un tono serio y con un formato similar a las entradas sobre otras especies reales, incluso asignándole un nombre científico, Thylarctos plummetus (el género Thylarctos es una combinación de Thylacinus y Phascolarctos), y lo describe como «un marsupial grande, arbóreo y depredador relacionado con el koala», indicando que es del tamaño de un leopardo, piel naranja gruesa con un patrón moteado más oscuro, fuertes antebrazos para escalar y atacar a sus presas y una mordedura con unos amplios y potentes premolares en lugar de caninos; especifica además que pesan 120 kilogramos y tienen una longitud de 130 centímetros. Esta entrada irónica humorística en la web se creó como una típica «serpiente de verano», publicándose en periódicos como The Sydney Morning Herald.
El Museo Australiano también montó una pequeña exposición en el propio museo, exhibiendo objetos indicando que «puede, o puede que no» estuvieran relacionados con los drop bear.

### Australian Geographic
La revista Australian Geographic publicó un artículo en su sitio web el 1 de abril de 2013 (Día de las bromas de abril), indicando que los investigadores habían descubierto que los drop bear eran más propensos a atacar a los turistas que las personas que hablaban con acento australiano. El artículo se basaba en otro de 2012 publicado en el Australian Geographer y, a pesar de referirse a la entrada en la web del Museo Australiano en varios lugares, las imágenes incluidas en el artículo del Australian Geographic fueron obtenidas del Australian Geographer y no coincidían con la descripción del museo.

### Nature's Weirdest Events
En el programa británico sobre la naturaleza Nature's Weirdest Events parte 4 (BBC Two, de 20 a 21 h, jueves 20 de octubre de 2016) teorizaron seriamente sobre que el mito del drop bear pudo haberse iniciado como remembranza de la memoria nativa australiana de sus encuentros con el león marsupial (Thylacoleo carnifex), y se mostraba una vieja pintura nativa en roca que parecía mostrar un león marsupial sobre la rama de un árbol.